# José Eduardo Cardozo
Pour les articles homonymes, voir Cardozo.
José Eduardo Cardozo, né le 18 avril 1959 à São Paulo, est un avocat et homme politique brésilien. 
Il est le ministre brésilien de la Justice de 2011 à 2016.

## Biographie
José Eduardo Cardozo obtient son diplôme de droit en 1981 à l'Université pontificale catholique de São Paulo, où il obtient également une maîtrise en 1993. Titulaire d'un doctorat de l'Université de Salamanque en Espagne. Il est professeur à la PUC-SP depuis 1982 et à Damásio Educacional depuis 1985.
Il devient avocat de la municipalité de São Paulo  en 1982. Jusqu'en 2016, il est le représentant de la municipalité de São Paulo devant les juridictions supérieures de Brasilia puis prend sa retraite en 2017. 
Il est secrétaire municipal du gouvernement de la ville de São Paulo sous l'administration du maire Luiza Erundina, puis au Parti des Travailleurs, entre 1989 et 1992. Après les élections nationales et fédérales de 1994, il est élu à la tête du conseil régional en 1995. Il finit son mandat en 2001.  
Aux élections de 2000, José Eduardo Cardozo est élu membre du conseil avec le plus grand nombre de voix de l’histoire de la ville de São Paulo: plus de 200 000. L'année suivante, il est élu maire de São Paulo et occupe ce poste pendant l'exercice biennal 2001-2002.  
Il rejoint la Chambre des députés avec le Partides Travailleurs. Lors des élections de 2006, il est réélu, mais avec un vote moins explicite.
De 2008 à 2010, il est le secrétaire général du conseil national du Parti des Travailleurs. Lors de l'élection présidentielle de 2010, aux côtés du ministre Antonio Palocci, il fait la campagne de Dilma Rousseff. 
Le 3 décembre 2010, il est nommé ministre de la Justice par Dilma Rousseff et démissionne en mars 2016, à la suite des attaques venant de son propre parti. 
Le 3 mars 2016, il est nommé procureur général de l'Union. Il reste en fonction jusqu'à la destitution de la présidente Dilma Rousseff par le Sénat fédéral le 12 mai 2016.
Après son départ du procureur général de l'Union, Cardozo a défendu Dilma Rousseff en tant qu'avocat privé dans le processus de mise en accusation devant le Sénat,